# Rousseaceae
Classification APG III (2009)
Famille
La famille des Rousséacées regroupe des plantes dicotylédones.
Selon les classifications elle comprend soit le seul genre Roussea et une seule espèce "Roussea simplex", un arbuste grimpant à feuilles persistantes originaire de l'île Maurice, soit, outre le genre Roussea, trois autres Abrophyllum, Carpodetus, Cuttsia qui sont des arbres originaires de Nouvelle-Zélande, d'Australie et de Nouvelle-Guinée.

## Étymologie
Le nom vient du genre type Roussea commémore le philosophe genevois Jean-Jacques Rousseau (1712-1778).

## Classification

### Grandes lignes
La classification classique de Cronquist (1981) cette famille n'existe pas et les genres sont inclus dans la famille des Grossulariacées, dans l'ordre des Rosales.
En classification phylogénétique APG II (2003) elle compte 13 espèces réparties en 4 genres :
- Abrophyllum, Carpodetus, Cuttsia, Roussea.

Le Angiosperm Phylogeny Website [17 dec 2006] considère 2 sous-familles distinctes :
- Les Rousséaoidées avec l'espèce Roussea simplex.
- Les Carpodétoidées avec les genres Abrophyllum, Carpodetus, Cuttsia

### Histoire taxonomique
L'espèce Roussea simplex a été décrite en 1789 par le botaniste britannique James Edward Smith, qui le plaça dans les Campanulacées. 
En 1830, le botaniste français Alphonse Pyrame de Candolle rejeta cette affectation et envisagea des liens avec les Escalloniaceae, les Loganiaceae ou les Goodeniaceae. 
En 1839, son père, Augustin-Pyramus de Candolle, a finalement érigé la famille monotypique des Rousseaceae. 
En 1853, le botaniste britannique John Lindley observa des relations étroites avec les genres Argophyllum (en) (Argophyllaceae), Ixerba (Strasburgeriaceae) et Brexia (en) (Celastraceae), et il inclut le genre Roussea dans les Brexiaceae (famille actuellement non reconnue). 
Le rang taxonomique de ce groupement étant incertain, les différences de pollen, d'anatomie et de chimie mirent en doute le lien avec le genre Brexia. 
Les comparaisons d'ADN mirent en évidence les affinités de Roussea avec les Astériales.

## Liste des genres
Selon Angiosperm Phylogeny Website (12 nov. 2015) et NCBI (12 nov. 2015) :
- Abrophyllum
- Carpodetus (en)
- Cuttsia (en)
- Roussea (en)

Selon DELTA Angio (12 nov. 2015) :
- genre Abrophyllum
- Carpodetus
- Roussea

## Liste des espèces
Selon NCBI (12 nov. 2015) :
- genre Abrophyllum
  - Abrophyllum ornans
- genre Carpodetus
  - Carpodetus arboreus
  - Carpodetus serratus
- genre Cuttsia
  - Cuttsia viburnea
- genre Roussea
  - Roussea simplex